# 종형
김종형(2002년 4월 13일 ~ )은 대한민국의 가수이자 뮤지컬 배우이다. 종형이라는 이름으로도 활동한다. 대한민국의 보이 밴드 DKZ의 리더이다. 이퀄, 드라큘라, 비밀의 화원 등 여러 뮤지컬 프로덕션에서 주연으로 참여했다.

## 참여 작품

### 텔레비전 시리즈
- 2019년: 빅이슈 (2019년 드라마) 제3화
- 2019년: 하자있는 인간들
- 2023년: 성스러운 아이돌 제3화

### 웹 시리즈
- 2021년: 노빠구 로맨스
- 2022년: 시맨틱 에러: 더 무비